# 綿標
宗室綿標（1770年11月7日—1799年4月21日，乾隆三十五年九月二十日子時—嘉慶四年三月十七日寅時），正藍旗滿洲人，左翼近支宗室正藍旗第二族綿字輩，怡親王永琅第二子，清朝官員、將領，封爵不入八分輔國公，官至護軍統領、火器營總統大臣，追贈怡親王。
。

## 生平
乾隆五十五年十二月初三日（1791年1月7日），因父永琅奏請另派差使，獲授散秩大臣上行走。十二月初九日（1791年1月13日），由應封宗室考封不入八分輔國公。
五十九年（1794年）十月二十日，授鑲紅旗蒙古副都統。
嘉慶二年（1797）十一月十二日，調正白旗滿洲副都統。
四年（1799）正月十五日，授正藍旗護軍統領。三月初八日，兼充火器營總統大臣。三月十七日，卒，年三十歲。
因同年九月父親怡親王永琅薨；十二月次子奕勳已襲封怡親王，綿標於五年（1800年）二月追封怡親王。

## 家庭及關聯
- 高祖父：清聖祖（1654年—1722年）。
- 高祖母：敬敏皇貴妃（？年—1699年）。
  - 曾祖父：怡賢親王允祥（1686年—1730年），封怡親王，官總理事務王大臣、管理戶部及宗人府事務、圓明園八旗內務府三旗護軍營掌印總統大臣、議政大臣。
  - 曾祖母：兆佳氏，尙書瑪爾漢之女，允祥嫡福晉。
    - 祖父：怡僖親王弘曉（1722年—1778年），襲怡親王，官正白旗漢軍都統，管理理藩院事務。
    - 祖母：石佳氏，石中玉之女，弘曉側福晉。

### 父母
- 父：怡恭親王永琅（1746年—1799年），襲怡親王，官至總管內務府大臣、正黃旗滿洲都統、圓明園八旗內務府三旗護軍營掌印總統大臣、總管圓明園事務大臣。
- 母：瓜爾佳氏，前鋒參領德柱之女，永琅嫡福晉。

### 兄弟
綿標排行第二，有一兄。
- 綿槿（1765年—1781年），庶母崔氏所生，十七歲卒，無嗣。

### 妻室
- 嫡妻：金佳氏，同知福德之女。追封嫡福晉。
- 妾：劉氏，劉善福之女。嘉慶二十一年（1816年）閏六月追封側福晉。
- 妾：方氏，方汝賓之女。

### 子嗣
綿標育有三子。
- 長子：怡恪親王奕勳（1793年—1818年），庶母劉氏所生，襲封三等鎭國將軍，再襲怡親王爵。娶鈕祜祿氏，四川總督和琳孫女、輕車都尉豐紳宜綿之女、宣宗成貴妃姊妹；繼娶伊爾根覺羅氏，副都統西寧辦事大臣恒敬[10]之女。
- 次子：奕輝（1794年—1856年），一名奕煇，庶母劉氏所生，由鑾儀衛整儀尉官至盛京鳳凰城城守尉。娶穆爾察氏，蘇普棟阿之女，理藩院尚書正藍旗蒙古都統穆克登布孫女。
- 三子：奕緒（1797年—1800年），庶母方氏所生，早卒，無嗣。